# Iráni népek
Az iráni népek az indoeurópai nyelvcsaládba tartozó népcsoportok Közép- és Elő-Ázsiában.
A proto-irániak Közép-Ázsiában a Kr. e. 2. évezred közepén tűntek föl az indoirániak egyik ágaként. A Kr. e. 1. évezred közepén elterjedtségük legnyugatabbra a Kárpát-medence nagy alföldjéig, legkeletebbre az észak-kínai Ordosz-fennsíkig terjedt. Az egykori iráni népek nagy része a történelem során elpusztult vagy átalakult. A déli iráni népek részben túlélték Nagy Sándor hódításait, a muszlim arabok kulturális dominanciájának kísérleteit és a mongolok pusztító támadásait, az északi iráni népek beolvadtak a szlávokba és más eurázsiai népekbe.

## Népek

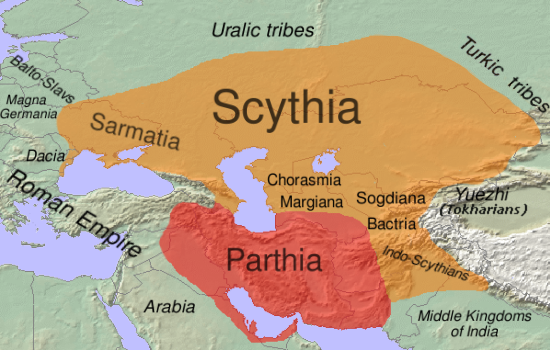
A szkíták és szarmaták (sárgával),
illetve a pártusok (pirossal)
a Kr. e. 1. században.
Yuezhi (Ny-Kínában) = kusánok

### Történelmi népek
Nem teljes lista az iráni népcsoportokról:
észak-irániak:
- szogdok
- kusánok
- szkíták
  - szakák
  - masszagéták
- szarmaták
  - jazigok
  - alánok

dél-irániak:
- pártusok
- szogdok
- baktrok

nyugat-irániak:
- médek
- perzsák

### Mai népek
- beludzsok
- gilánok
- kurdok
- lakok
- oszétok
- párszík – iráni eredetű vallási közösség Indiában
- pastuk
- perzsák
  - lúrok
- tádzsikok
- zazák
- jászok

### Egyéb
Részben az iráni népektől származnak, vagy az iráni népek lehetséges leszármazottaiként tekintik őket:
- azeriek
- délszlávok:[megj. 1]
  - bosnyákok, horvátok, szerbek
- hurriták
- üzbégek

#### Megjegyzés
1. ↑  a feltételezések szerint a Kelet-Európába eljutó ókori iráni törzsek keveredtek ezen szláv népekkel

## Fordítás
- Ez a szócikk részben vagy egészben  a   Pueblos iranios című spanyol Wikipédia-szócikk fordításán alapul.  Az eredeti cikk szerkesztőit annak laptörténete sorolja fel. Ez a jelzés csupán a megfogalmazás eredetét és a szerzői jogokat jelzi, nem szolgál a cikkben szereplő információk forrásmegjelöléseként.